# Rdumijiet ta´ Għawdex: Il-Ponta ta´ San Dimitri sal-Ponta ta´ Ħarrux
Rdumijiet ta´ Għawdex: Il-Ponta ta´ San Dimitri sal-Ponta ta´ Ħarrux este o arie protejată (arie de protecție specială avifaunistică — SPA) din Malta întinsă pe o suprafață de 64,04 ha, integral pe uscat.

## Localizare
Centrul sitului Rdumijiet ta´ Għawdex: Il-Ponta ta´ San Dimitri sal-Ponta ta´ Ħarrux este situat la coordonatele 36°03′26″N 14°11′28″E / 36.0571°N 14.1912°E.

## Înființare
Situl Rdumijiet ta´ Għawdex: Il-Ponta ta´ San Dimitri sal-Ponta ta´ Ħarrux a fost declarat arie de protecție specială avifaunistică în august 2006 pentru a proteja 7 specii de animale.

## Biodiversitate
Situată în ecoregiunea mediteraneană, aria protejată nu include niciun habitat protejat.
La baza desemnării sitului se află mai multe specii protejate de  păsări (7): Calonectris diomedea, șoim călător (Falco peregrinus), vânturel roșu (Falco tinnunculus), pescăruș argintiu (Larus cachinnans), mierlă albastră (Monticola solitarius), Puffinus yelkouan, Sylvia conspicillata.